# Born This Way (album)
Born This Way er andet studiealbum af den amerikanske popsangerinde Lady Gaga, det blev udgivet den 23. maj 2011 på Interscope Records. Titelnummeret "Born This Way" blev udgivet som den første single den 11. februar 2011. Sangen er skrevet af Lady Gaga og danske Jeppe Laursen, der også har været med til at producere den.

## Sangtitler
1. "Marry the Night"
2. "Born This Way"
3. "Government Hooker"
4. "Judas"
5. "Americano"
6. "Hair"
7. "Scheiße"
8. "Bloody Mary"
9. "Black Jesus † Amen Fashion" (Deluxe)
10. "Bad Kids"
11. "Fashion of His Love" (Deluxe)
12. "Highway Unicorn (Road to Love)"
13. "Heavy Metal Lover"
14. "Electric Chapel"
15. "The Queen" (Deluxe)
16. "Yoü and I"
17. "The Edge of Glory"